# Jussi Aro
Jussi Taneli Aro, född 5 juni 1928 i Lappo, död 11 mars 1983 i Esbo, var en finländsk språkforskare.
Jussi Aro var professor i orientaliska språk vid Helsingfors universitet sedan 1965. Han har studerat Babylonien, semitiska språk och litteratur. Tillsammans med Armas Salonen översatte han 1957 Koranen till finska.